# Онида, Валерио
Валерио Онида (итал. Valerio Onida; 30 марта 1936, Милан — 14 мая 2022) — итальянский юрист, председатель Конституционного суда Италии (2004—2005).

## Биография
Родился в Милане 30 марта 1936 года, окончил Миланский университет. С 1966 по 1970 преподавал публичное право в Падуанском университете, с 1970 по 1973 — экстраординарный профессор парламентского, а затем публичного права в университете Сассари. С 1973 по 1976 год — ординарный профессор регионального права на юридическом факультете Павийского университета, затем до 1983 года там же — ординарный профессор конституционного права. Одновременно в 1974—1976 годах преподавал итальянское и сравнительное конституционное право в Болонском университете. С 1983 года — ординарный профессор конституционного права в Миланском университете. Являлся консультантом законодательных органов власти Ломбардии и Марке, а также провинции Тренто. Член научного комитета журнала «Quaderni costituzionali» и Итальянской ассоциации конституционалистов (с 1992 по 1995 год являлся её секретарём). В 1996 году избран в Конституционный суд Италии, с 22 сентября 2004 по 30 января 2005 года являлся его председателем.
В 2010 году Онида принял участие в предварительных выборах левоцентристов для определения единой кандидатуры на пост мэра Милана. 14 ноября победителем был объявлен представитель Демократической партии Джулиано Пизапиа, получивший 45,36 % голосов, а Онида с результатом 13,41 % занял третье место, уступив ещё архитектору Стефано Боэри (40,16 %), но опередив эколога Микеле Сачердоти (1,07 %).

## Награды
- Кавалер Большого креста ордена «За заслуги перед Итальянской Республикой» (19 февраля 2001)[4].